# Neolamprologus similis
Espèce
Synonymes
- Lamprologus similis (Büscher, 1992)[2]

Neolamprologus similis est une espèce de poissons de la famille des Cichlidae. À ne surtout pas confondre avec une espèce très similaire, Neolamprologus multifasciatus, qui possède moins de barres verticales claires et plus épaisses.

## Systématique
L'espèce Neolamprologus similis a été décrite en 1992 par l'ichtyologiste allemand Heinz H. Büscher (d),

## Répartition
Cette espèce est endémique du lac Tanganyika en Afrique.

## Habitat
Neolamprologus similis est, comme Neolamprologus multifasciatus, l'un des plus petits cichlidés. Il loge principalement dans les coquilles vides de gastéropodes (conchylicole). En milieu naturel, il fréquente les lits de coquilles de Neothuma qui peuvent se compter par milliers.

## Taille
Le mâle atteint 5 cm dans la longueur et la femelle seulement 3 cm.

## Coloration
Cette espèce a une coloration blanche pâle avec des barres verticales noires.

## Alimentation
(jamais de vers rouges "vers de vase" pour les cichlidae du lac tanganyika!)

## Dimorphisme sexuel
L'espèce est monomorphique, signifiant que les individus sont extrêmement difficiles ou impossible à sexer. On peut tout de même faire une distinction à l'âge adulte, le mâle est légèrement plus grand mais surtout d'aspect plus robuste ou lors de la reproduction. En aquarium, la femelle reste souvent au-dessus d'une coquille et le mâle au-dessus de tout son territoire qui peut comporter plusieurs femelles.

## Maintenance en aquarium
Cette espèce possède plusieurs qualités en font un des cichlidés du lac Tanganyika les plus faciles à maintenir en aquarium :
- sa petite taille permet de maintenir une colonie dans un bac à partir de 100 litres ;
- sa reproduction est aisée, à partir de trois ou quatre individus on obtient généralement une petite colonie au bout de quelques semaines ;
- son habitat conchylicole permet de peupler des zones de l'aquarium laissées vides par les autres espèces de cichlidés qui vivent en général dans les éboulis rocheux.

Pour maintenir les Neolamprologus similis en aquarium, il faut créer un aquarium de type lac Tanganyika, c'est-à-dire avec pas ou peu de plantes, un éclairage assez faible, des pierres calcaires, et une eau basique et dure. Il faut ensuite disposer des coquilles d'escargot vides au fond de l'aquarium, en grand nombre et sur plusieurs couches. Les Neolamprologus similis vont alors coloniser ce lit de coquilles et se reproduire. Un volume de 100 litres d'eau est un minimum pour héberger une colonie dans de bonnes conditions, et si on veut les mélanger avec d'autres espèces il faudra un volume plus important.
| Origine         | Afrique           | Eau           | Eau douce    |
| Dureté de l'eau | 10-20 °GH         | pH            | 8,0-9,0      |
| Température     | Entre 23 et 26 °C | Volume mini.  | 100 L        |
| Alimentation    | Omnivore          | Taille adulte | Environ 5 cm |
| Reproduction    | Conchylicole      | Zone occupée  | Fond         |
| Sociabilité     | Interespèce       | Difficulté    | "Facile"     |

## Étymologie
Son épithète spécifique, du latin similis, « similaire », fait référence à la grande ressemblance de cette espèce avec Neolamprologus multifasciatus.

## Galerie

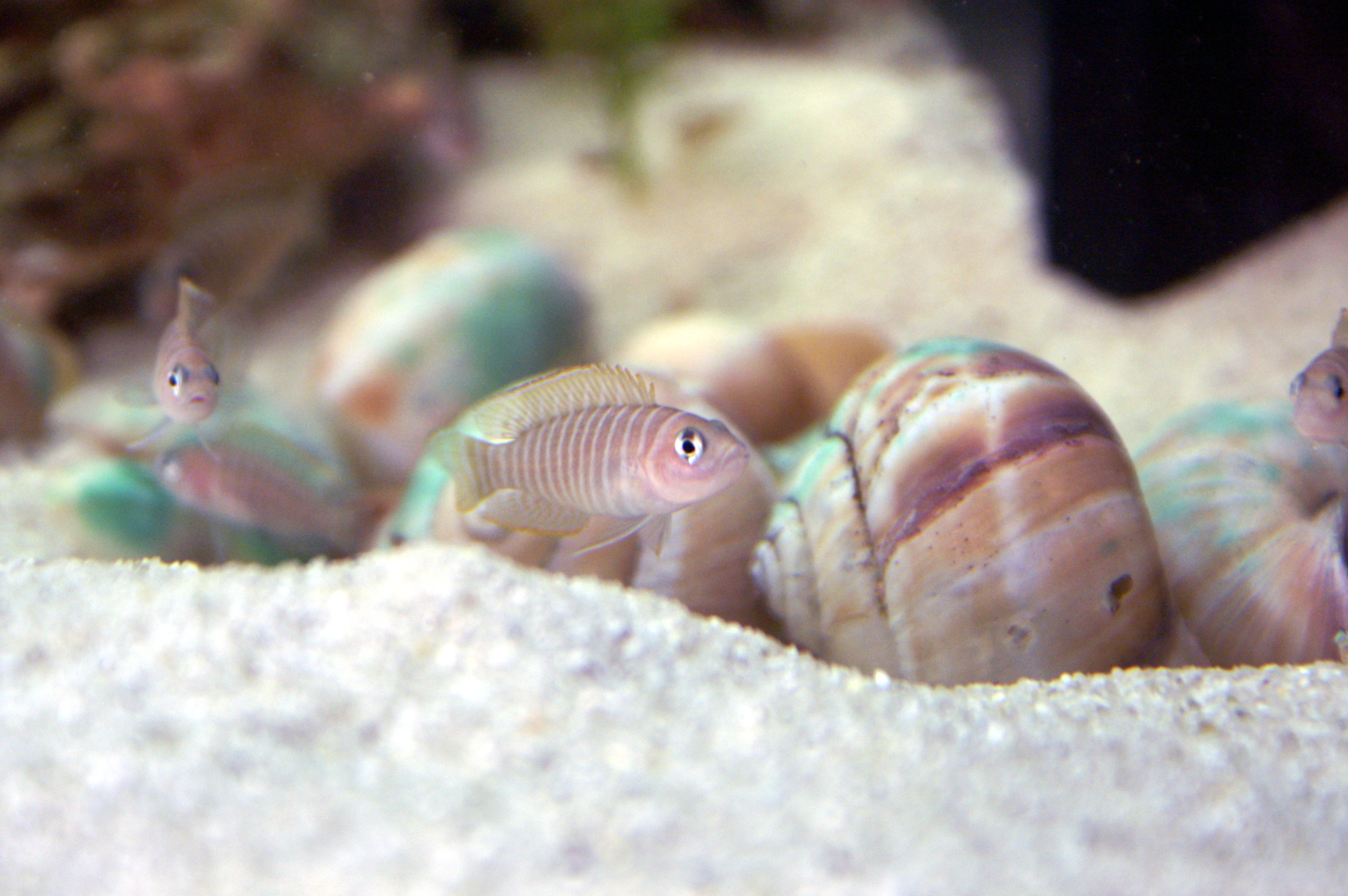
Subadultes et jeune.
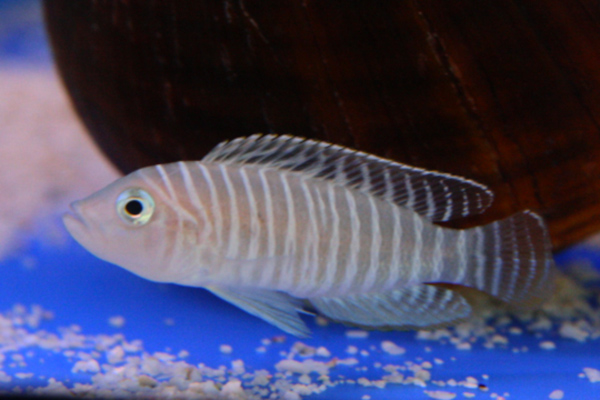
Spécimen adulte.

## Publication originale
- (de) Heinz H. Büscher, « Ein neuer Cichlide aus dem Tanganjikasee Neolamprologus similis n. sp. », DATZ, Allemagne, Natur und Tier - Verlag (d), vol. 45, no 8,‎ août 1992, p. 520-522 (ISSN 1616-3222 et 0003-7265, lire en ligne).